# サン＝マルタン＝ヴァルムルー
サン＝マルタン＝ヴァルムルー （Saint-Martin-Valmeroux）は、フランス、オーヴェルニュ＝ローヌ＝アルプ地域圏、カンタル県のコミューン。

## 地理
サン＝マルタン＝ヴァルムルーはマロンヌ谷の中にあるコミューンである。谷はマリー山の西側麓にあり、東西に向けて開いている。火山性の堆積物によって刻まれた谷である。火山砕屑岩が、サレール周囲の台地上で見られるように、時として特定の玄武岩の表面を削ったのである。
サン＝マルタン＝ヴァルムルーの家屋は玄武岩で建てられ、スレート屋根が葺かれている。
マロンヌ谷は大半が草原で覆われ、そこでは赤い角を持つ有名なサレール種のウシが草を食んでいる。村の南側にあるオズラルの森のように、急な斜面に森林がはりついている。
サン＝マルタン＝ヴァルムルーは、南のオーリヤックと北のモーリアックとを結ぶ県道38号線、西のサントゥラリーと東のフォンタンジュとを結ぶ県道37号線の交差点にあたる。
ナポレオンの土地台帳で示されているように、村はマロンヌ右岸に位置し、20世紀初頭から橋の対岸へ面積を拡張していった。

## 人口統計
| 1962年 | 1968年 | 1975年 | 1982年 | 1990年 | 1999年 | 2006年 | 2011年 |
| ------ | ------ | ------ | ------ | ------ | ------ | ------ | ------ |
| 981    | 992    | 1099   | 1009   | 1012   | 911    | 872    | 836    |

参照元:1999年までEHESS、2004年以降INSEE

## 史跡
- クレヴクール城 - 王家の城で、13世紀から18世紀までオート＝オーヴェルニュ代官区が設置されていた。
- ブズー城
- 市場の開かれるホール - 1838年建設。毎週金曜日にここで市場が開催される。